# 斯蒂爾·約翰遜
斯蒂爾·約翰遜（Steele Alexander Johnson，1996年6月16日—）是美國的一位跳水選手。他在少年和大學時期就獲得過多項賽事錦標。2016年，他首次參加奧運會比賽並和大衛·布迪亞搭檔獲得男子雙人10米台的銀牌。他就讀於普渡大學，主攻電影和視頻。